# Jean Gery
Jean Gery (né avant 1638 – vers 1690) (autres orthographes : Jean Jarry, Yan Jarri ou Jean Henri) est un explorateur français, membre de l'expédition menée en Amérique du Nord à partir de 1684 par René-Robert Cavelier de La Salle.

## Biographie
Jean Gery déserte, en 1685, l'expédition menée par le Français Cavelier de la Salle en Amérique du Nord, dans une zone correspondant à l'actuel Texas. En 1688, les Espagnols envoient trois expéditions, deux par mer et une par voie de terre, pour retrouver le site du Fort Saint-Louis, bâti par les Français. L'expédition terrestre, conduite par  Alonso De León, découvre Jean Gery, qui a déserté la colonie française et vit dans le Sud du Texas actuel avec des Amérindiens, les Coahuiltecans. Utilisant Gery comme guide et traducteur, De León trouve finalement le fort à la fin du mois d'avril 1689. Celui-ci, situé près de l'actuelle ville de Victoria (Texas), est en ruine, détruit par les Karankawas, des Amérindiens hostiles. Revenu au Coahuila avec le gouverneur Alonso De León, Jean Gery est envoyé en mission par celui-ci auprès d'Amérindiens Tejas vivant près du Rio Grande, mais disparaît peu après avec son guide. On ne le reverra jamais. De retour d'une expédition menée l'année suivante avec le frère Damián Massanet pour fonder des missions chez les Tejas, De León écrit : « Pendant ce voyage, j'ai amèrement regretté l'absence du vieux Français, à cause de sa connaissance de toutes les langues indiennes de la région. Il s'est toujours montré loyal. Ce n'est qu'avec son aide qu'il a été possible de découvrir la colonie d'où il venait. »